# بيل روبنسون
بيل روبنسون (بالإنجليزية: Bill Robinson)‏ (4 أبريل 1919 في المملكة المتحدة - 7 أكتوبر 1992) هو مدرب كرة قدم ولاعب كرة قدم بريطاني (وحمل سابقاً جنسية المملكة المتحدة لبريطانيا العظمى وأيرلندا) في مركز الهجوم. لعب مع تشارلتون أثلتيك ونادي سندرلاند ووست هام يونايتد.